# Disney Channel (Russia)
Disney Channel è stato un canale televisivo russo di proprietà della Walt Disney Company e versione locale della rete statunitense omonima.
La sede principale era situata a Mosca. La rete fu disponibile in Russia, Estonia e in Lettonia. Trasmetteva in 16:9.

## Storia
Il canale ha iniziato le trasmissioni il 10 agosto 2010 alle 18:00 (ora di Mosca) con il film "Alla ricerca di Nemo" in sostituzione del canale Jetix. Già nel 2009 iniziarono delle trattative per far entrare la rete in Russia, ma le autorità non lasciarono.
Nel 2013 la Disney acquista il 49% delle azioni della società UTH Russia, proprietaria delle reti SiemTV e Muz-TV e annuncia il cambio di nome dell'emittente "SiemTV" in "Disney Channel Russia": questo avviene a partire dal 1 settembre 2013; data in cui diventa una rete gratuita.
Il 14 dicembre 2022 il canale viene chiuso e sostituito da Solntse.

## Blocchi televisivi
Ci furono 2 blocchi televisivi:
- Disney Junior
- I nostri cartoni

## Palinsesto
- A tutto ritmo
- Dog with a Blog
- Austin & Ally
- Violetta
- Gravity Falls
- Coppia di re
- Jessie
- A.N.T. Farm - Accademia Nuovi Talenti
- Fish Hooks - Vita da pesci
- Stitch!
- Phineas e Ferb
- Monster Buster Club
- Brian O'Brian
- La leggenda di Tarzan
- Jonas Brothers - Vivere il sogno
- Mermaid Melody Pichi Pichi Pitch
- Mako Mermaids
- My Camp Rock
- Melissa & Joey
- Totally Spies!
- Prikoly na peremenke
- No Ordinary Family
- Aaron Stone
- La spada della verità
- Timon e Pumbaa
- Ecco Pippo!
- House of Mouse - Il Topoclub
- Aladdin
- DuckTales - Avventure di paperi
- TaleSpin
- La carica dei 101 - La serie
- PJ Masks - Superpigiamini
- La sirenetta - Le nuove avventure marine di Ariel
- Donald's Quack Attack
- Darkwing Duck
- I Gummi
- Le nuove avventure di Winnie the Pooh

### Film
Oltre per le serie televisive e i cartoni, il palinsesto di Disney Channel si contraddistingue anche per la visione di film: i titoli sono gli stessi della programmazione statunitense, doppiati o sottotitolati in russo.

## Loghi
Sono stati cambiati tre loghi:
- 10 agosto 2010 - 31 decembre 2011: formato dalla testa di Topolino e due scritte all'interno: in alto "Disney" e in basso "Channel".
- 31 decembre 2011 - 31 luglio 2014: stesso logo, ma viene sostituita la scritta "Channel" con "Kanal" (ovvero canale in russo).
- 1º agosto 2014 - chiusura del canale: nuovo logo come le altre nazioni ma con la scritta "Kanal".

## Altre versioni

### Disney Junior
Il canale ha iniziato le trasmissioni il 10 agosto 2013 come "Disney Junior" Trasmetti cartoni per bambini, tra cui "Manny Tuttofare", "Little Einsteins", "Dottoressa Peluche", "L'ora del Timmy" e "Agente Speciale Oso".